# Ischnojoppa seyrigi
Ischnojoppa seyrigi är en stekelart som beskrevs av Heinrich 1938. Ischnojoppa seyrigi ingår i släktet Ischnojoppa och familjen brokparasitsteklar. Inga underarter finns listade i Catalogue of Life.